# Støvsugerbanden (butikskæde)
 For alternative betydninger, se Støvsugerbanden. (Se også artikler, som begynder med Støvsugerbanden)
Støvsugerbanden er en dansk kæde af butikker, som blev etableret i november 1969, og som hovedsageligt sælger støvsugere og tilbehør hertil. Derudover sælger nogle af butikkerne også isenkram, belysning og værktøj.
Firmaet hed oprindeligt Støvsugermanden, men da spillefilmen Støvsugerbanden blev vist i biograferne, blev navnet blandt kunderne ændret til Støvsugerbanden, som fra 1991 blev det officielle navn.
Støvsugerbanden har en detail- og en erhvervsafdeling, og har pr. September 2023 butikker på/i Frederiksberg, Østerbro, Kongens Lyngby, Helsingør,og Roskilde.